# Jungo Morita
Jungo Morita (japonès: 森田淳悟)  (Kitami, 9 d'agost de 1947) és un ex-jugador de voleibol japonès que va competir durant les dècades de 1960 i 1970.
El 1968 va prendre part en els Jocs Olímpics de Ciutat de Mèxic, on guanyà la medalla de plata en la competició de voleibol. Quatre anys més tard, als Jocs de Múnic, guanyà la medalla d'or en la mateixa competició. En el seu palmarès també destaca una medalla de bronze al Campionat del Món de voleibol de 1970, la medalla de plata a la Copa del Món de voleibol de 1969 i 1977 i la d'or als Jocs Asiàtics de 1966 i 1970.
Un cop retirat passà a desenvolupar tasques directives a la selecció japonesa de voleibol i fou membre de la Fédération Internationale de Volleyball. El 2003 fou inclòs al Volleyball Hall of Fame.